# 八幡春日神社
八幡春日神社（はちまんかすがじんじゃ）は、千葉県鎌ケ谷市の神社。

## 歴史
創建年代は不明である。社名の由来は、祭神が八幡大神と春日大神であることに由来するが、1698年（元禄11年）の時点で既に「八幡神社」と「春日神社」は一体化していた。ただ知名度としては「八幡神社」の方が上であったという。
元々は鎌ケ谷市立南部小学校の北側に位置していたが、1916年（大正5年）に火災に遭ったため、現在地に移転した。周辺の神社も合祀している。

## 交通アクセス
- 鎌ヶ谷駅より徒歩21分。